# Oxypetalum erostre
Oxypetalum erostre är en oleanderväxtart som beskrevs av Fourn.. Oxypetalum erostre ingår i släktet Oxypetalum och familjen oleanderväxter. Inga underarter finns listade i Catalogue of Life.